# Sergio Catalán Martínez

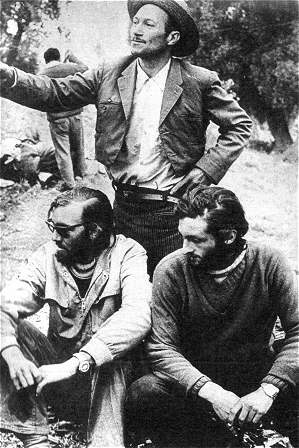
Sergio Catalán amb Nando Parrado (a l'esquerra) i Roberto Canessa (a la dreta)

Sergio Catalán Martínez   (Puente Negro i Cerrillo Isla de Briones, 3 de març de 1928 - Puente Negro, 11 de febrer de 2020) va ser un pastor i traginer xilè i la primera persona amb la qual van contactar Roberto Canessa i Fernando Parrado, el 21 de desembre de 1972, supervivents de l'accident sofert el 13 d'octubre de 1972 pel Fairchild Hiller FH-227 de la Força Aèria Uruguaiana que cobria la ruta entre Montevideo (l'Uruguai) i Santiago (Xile).

## Biografia
Nascut a Puente Negro, una població pròxima a la comuna de Sant Ferran, en 1928, es va casar amb Virgínia Toro, amb qui va tenir nou fills. Va dedicar la seva vida a la cria i pasturatge d'ovelles.
El 21 de desembre de 1972, quan pasturava el seu bestiar amb dos dels seus fills, un d'ells Juan de la Creu en les proximitats del riu Barroso, va veure que algú cridava la seva atenció des de l'altra riba. Eren Fernando Parrado i Roberto Canessa.
Com que no es podien comunicar, malgrat els crits i en motiu del soroll provocat pel corrent d'aigua, va decidir llançar una llibreta i un llapis. Ells van retornar la llibreta amb aquest missatge: "Vinc d'un avió que va caure a les muntanyes. Sóc uruguaià. Fa deu dies que estem caminant. Tinc un amic ferit allà dalt. A l'avió hi resten 14 persones ferides. Hem de sortir ràpid d'aquí i no sabem com fer-ho. No tenim res de menjar. Estem dèbils. Quan ens vindran a buscar allà dalt? Si us plau, no podem ni caminar. On estem?
En resposta i, davant l'aspecte que presentaven, els va llançar quatre pans i un missatge tranquil·litzador i esperançador. Sergio va cavalcar a cavall els 80 km que els separaven de Puente Negro, un trajecte de 10 hores. Allà, a Puente Negro, hi havia una reguarda de Carabiners. Va explicar-los el que havia passat i van traslladar la notícia a Santiago, on no li van donar crèdit i van dir que el traginer deuria anar begut.
Davant la seva insistència i veient la carta de Parrado, els carabiners li van fer cas i es va posar en marxa l'operatiu que donaria fi al trist episodi, que havia durat 72 dies, amb el rescat dels 16 supervivents.
Les persones rescatades (la majoria components de l'equip uruguaià de rugbi Old Christians Club que es dirigien a Santiago per a jugar un partit) van crear un sòlid vincle amb Sergio i els seus fills fins al punt d'anomenar-los «papà Sergio» i «germans».
El juliol de 2007, a causa d'una artrosi en el maluc dret que ja sofria des de feia temps, Sergio va començar a tenir dificultat per a caminar i no podia muntar a cavall. Necessitava operar-se per a implantar-li una pròtesi i van ser els seus «fills uruguaians» els qui, amb la seva contribució, van finançar el cost de cinc milions de pesos de l'operació, més un milió que costava la pròtesi. L'operació es va dur a terme amb èxit en la Clínica Santa María, en la capital xilena, pel doctor Felipe Jugo del Centre Mèdic MEDS. També li van oferir la seva ajuda quan en 2012, va haver de ser operat una altra vegada.
Va morir amb 91 anys a Puente Negro l'11 de febrer de 2020, i les seves restes reposen en el cementiri Parc Sant Ferran. Al seu funeral va assistir-hi Gustavo Zerbino, un dels supervivents de la tragèdia dels Andes.

## Reconeixements
- En 2008 va ser nomenat fill il·lustre de la comuna de Sant Ferran.[8]
- L'octubre de 2013 es va inaugurar a Montevideo el Museu Andes 1972, en ell es troba una sala anomenada "El Traginer", en el seu honor.[9]
- En aquesta sala el 15 d'agost de 2016, se li va realitzar un homenatge, amb assistència del mateix traginer, durant el qual es va descobrir un monument que el representa.